# Емирейтс Палас
Емирейтс Палас (на арабски: قصر الإمارات) е луксозен хотел, разположен в Абу Даби, столицата на Обединените арабски емирства.
Хотел „Емирейтс Палас“ е разположен на свой собствен плаж и предлага панорамна гледка към крайбрежния път, луксозни стаи и най-съвременни технологии. Централният бизнес район на Абу Даби е на 5 минути път с кола.
Стаите в хотел Palace са с луксозни легла и елегантно обзавеждане. Те са с бани, облицовани с мрамор, както и с LCD телевизор и DVD плейър. Всички гости ползват услугите на личен сервитьор 24 часа в денонощието. В стаите има също така безплатен безжичен интернет.
Хотел Emirates Palace предлага голямо разнообразие от интернационални заведения за хранене. В Mezzaluna гостите могат да се насладят на средиземноморски специалитети и гледката към яхтеното пристанище. Има и ресторант, който предлага традиционна ливанска кухня.
Хотелът разполага с 2 големи плувни басейна, както и СПА център, който предлага масажи и разнообразни процедури за тяло. В хотел Emirates Palace има и фитнес център, както и отделен детски кът.
Хотел Emirates Palace предлага безплатен паркинг и разполага с туристическо бюро, чиито персонал ще Ви окаже съдействие, ако решите да си вземете кола под наем. Търговският комплекс Marina и музеят на открито Heritage Village се намират в непосредствена близост.